# Ceratuncus dzhungaricus
Ceratuncus dzhungaricus är en fjärilsart som beskrevs av Aleksei Konstantinovich Zagulajev 1971. Ceratuncus dzhungaricus ingår i släktet Ceratuncus och familjen äkta malar. Inga underarter finns listade i Catalogue of Life.